# Ichneumon basilaris
Ichneumon basilaris är en stekelart som beskrevs av Geoffroy 1785. Ichneumon basilaris ingår i släktet Ichneumon och familjen brokparasitsteklar. Inga underarter finns listade i Catalogue of Life.